# شيموتسوما (إيباراكي)
شيموتسوما (باليابانية: 下妻市 شيموتسوما-شي) هي مدينة تقع في محافظة إيباراكي، اليابان. تأسست المدينة في 1 يونيو 1954.

## وصلات خارجية
- موقع بلدية شيموتسوما